# Спермин

Биосинтез спермидина и спермина из путресцина. Ado = 5'-аденозил.

Сперми́н — химическое соединение класса алифатических полиаминов.
Участвует в клеточном метаболизме, найден во всех эукариотических клетках, в живых организмах образуется из спермидина. Обнаружен в разнообразных тканях большого числа организмов, является фактором роста у некоторых бактерий. При физиологическом pH существует в виде поликатиона. Спермин ассоциируется с нуклеиновыми кислотами и предположительно участвует в стабилизации их спиральной структуры, в частности, у вирусов.

## История открытия и применения
Спермин впервые был выделен в 1678 г. из человеческой спермы Антони ван Левенгуком в виде кристаллической соли (фосфата). Название «спермин» впервые употребили немецкие химики Ладенбург и Абель в 1888 г. Химическая структура окончательно установлена в 1926 г. в работах английских (Дадли, Розенхейм, Старлинг) и немецких (Вреде и др.) учёных.